# Oreasteridae
Oreasteridae è una famiglia di stelle marine.

## Generi
- Acheronaster H.E.S.Clark, 1982
- Anthaster Döderlein, 1915
- Anthenea J.E.Gray, 1840
- Astrosarkus Mah, 2003
- Bothriaster Döderlein, 1916
- Choriaster Lütken, 1869
- Culcita (Agassiz, 1836)
- Goniodiscaster H.L.Clark, 1909
- Gymnanthenea H.L.Clark, 1938
- Halityle Fisher, 1913
- Monachaster Döderlein, 1916
- Nectriaster H.L.Clark, 1946
- Nidorellia J.E.Gray, 1840
- Oreaster Müller & Troschel, 1842
- Pentaceraster Doderlein, 1916
- Pentaster Döderlein, 1935
- Poraster Döderlein, 1916
- Protoreaster Döderlein, 1916
- Pseudanthenea Döderlein, 1915
- Pseudoreaster Verrill, 1899

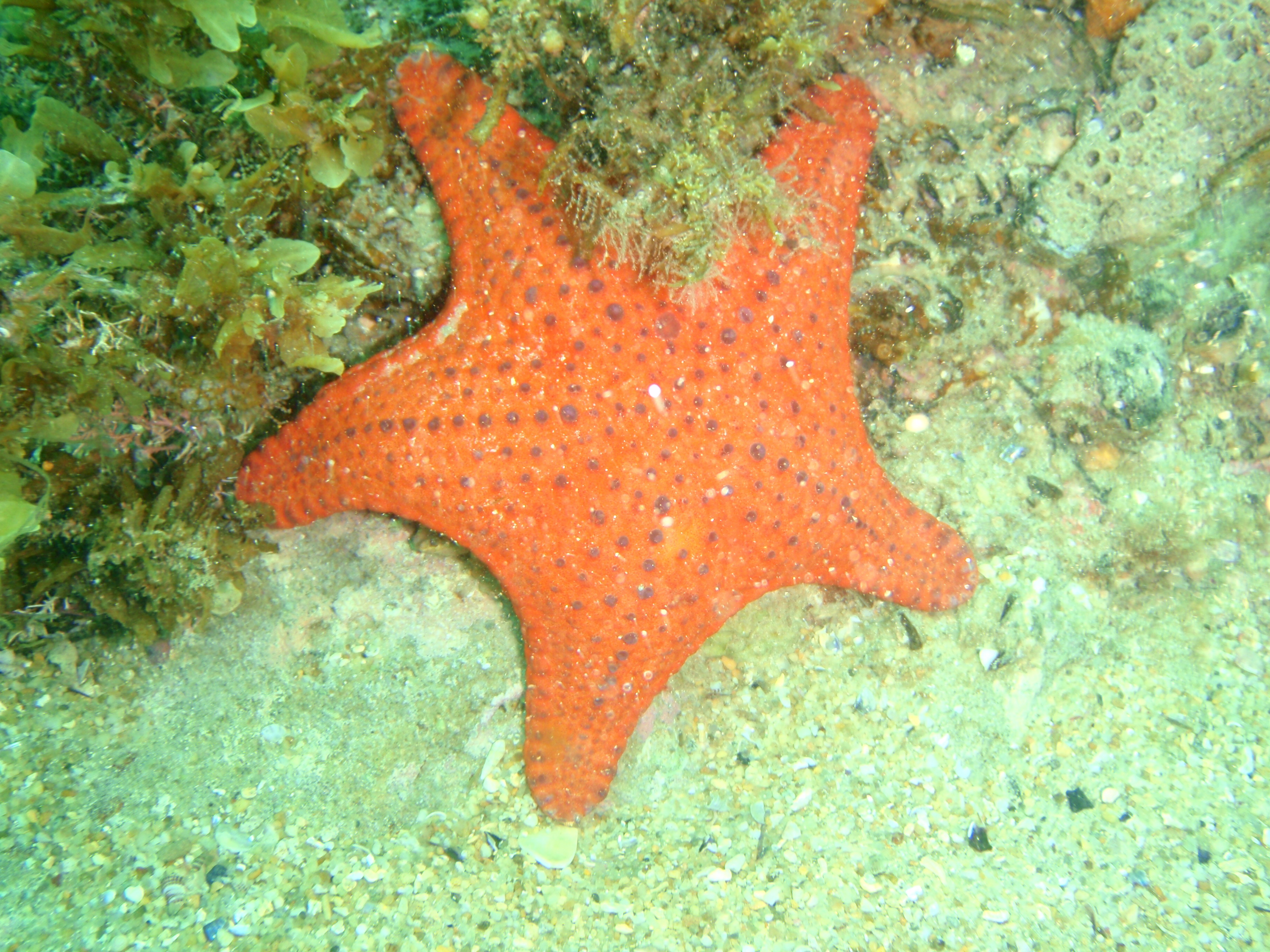
Anthaster valvulatus
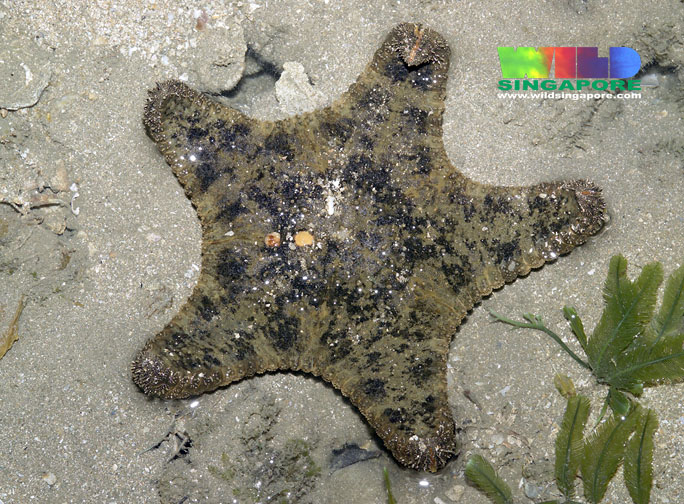
Anthenea aspera
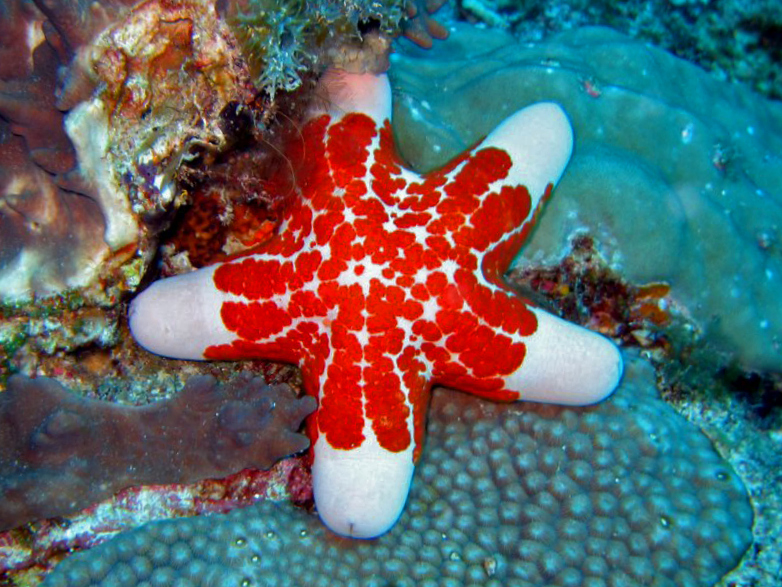
Choriaster granulatus
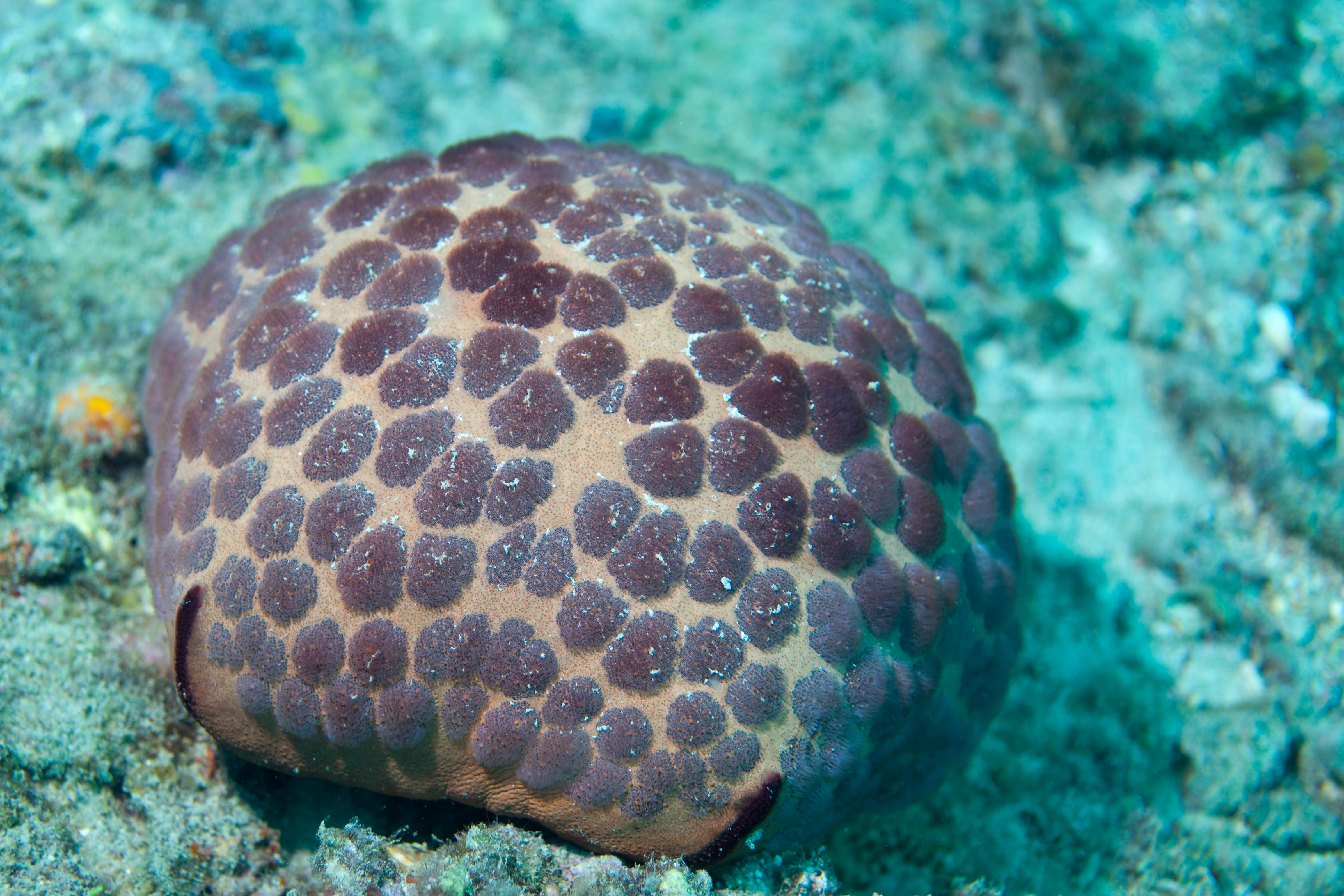
Culcita novaeguineae
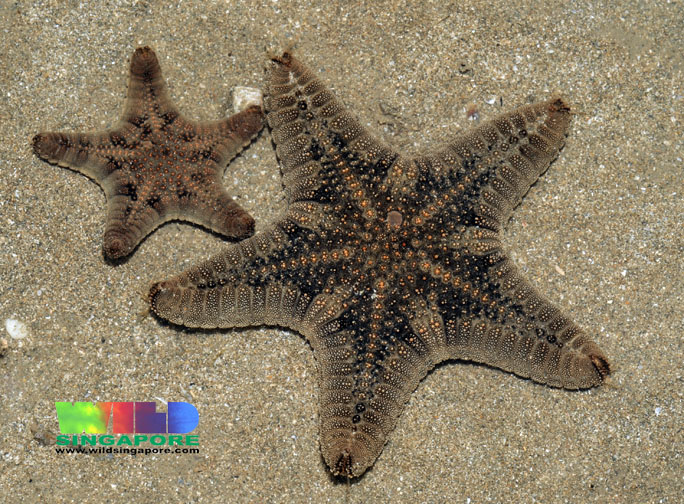
Goniodiscaster scabra
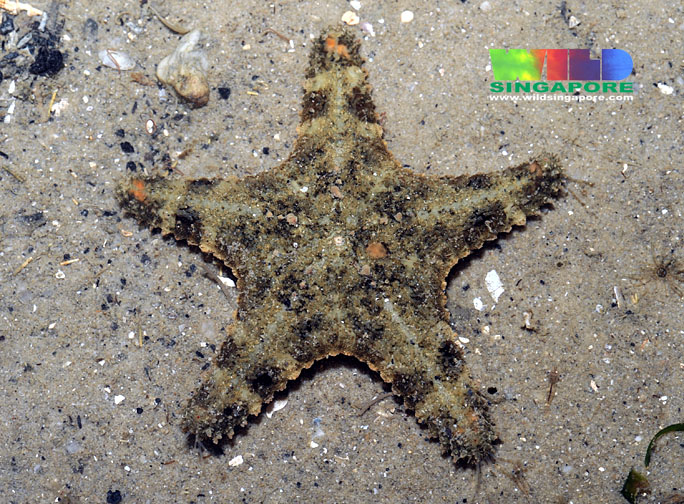
Gymnanthenea laevis
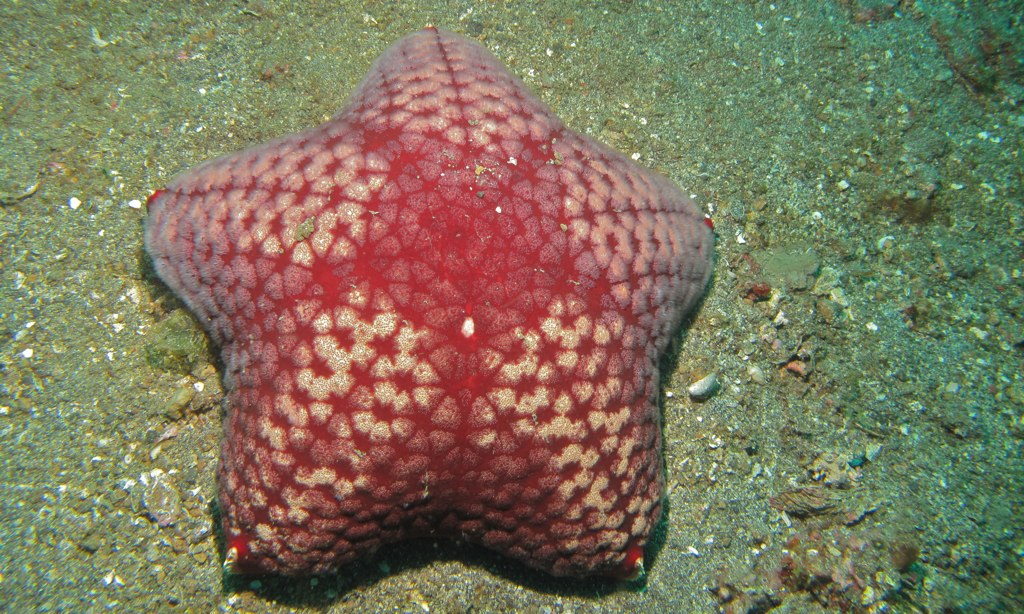
Halityle regularis
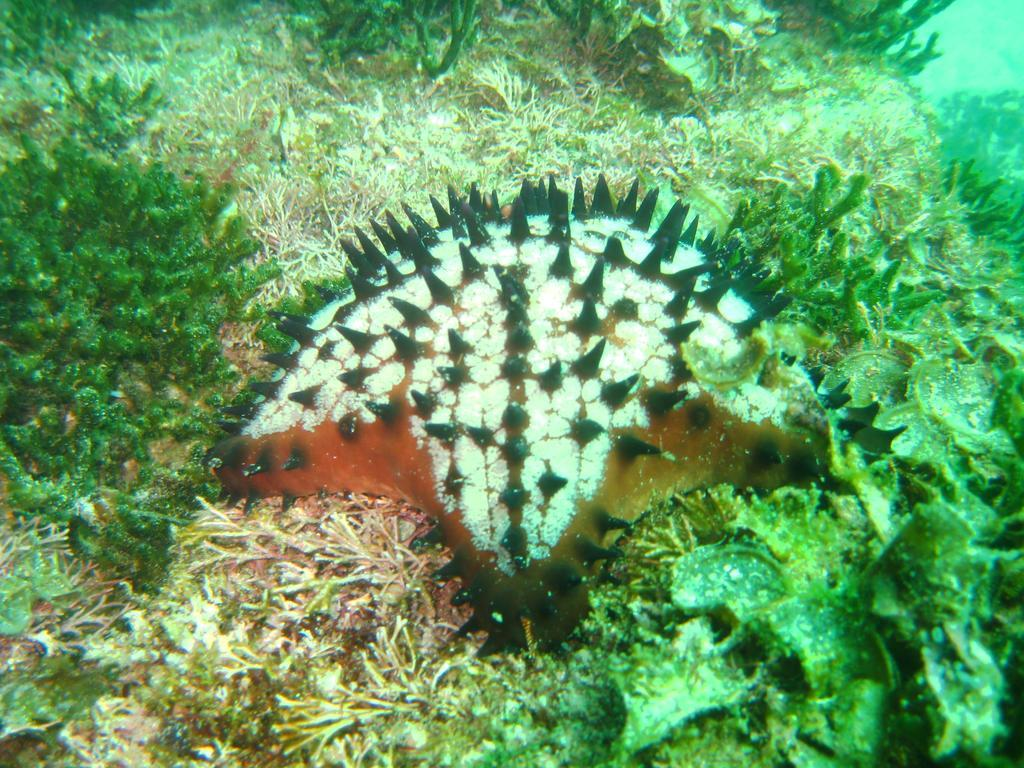
Nidorellia armata
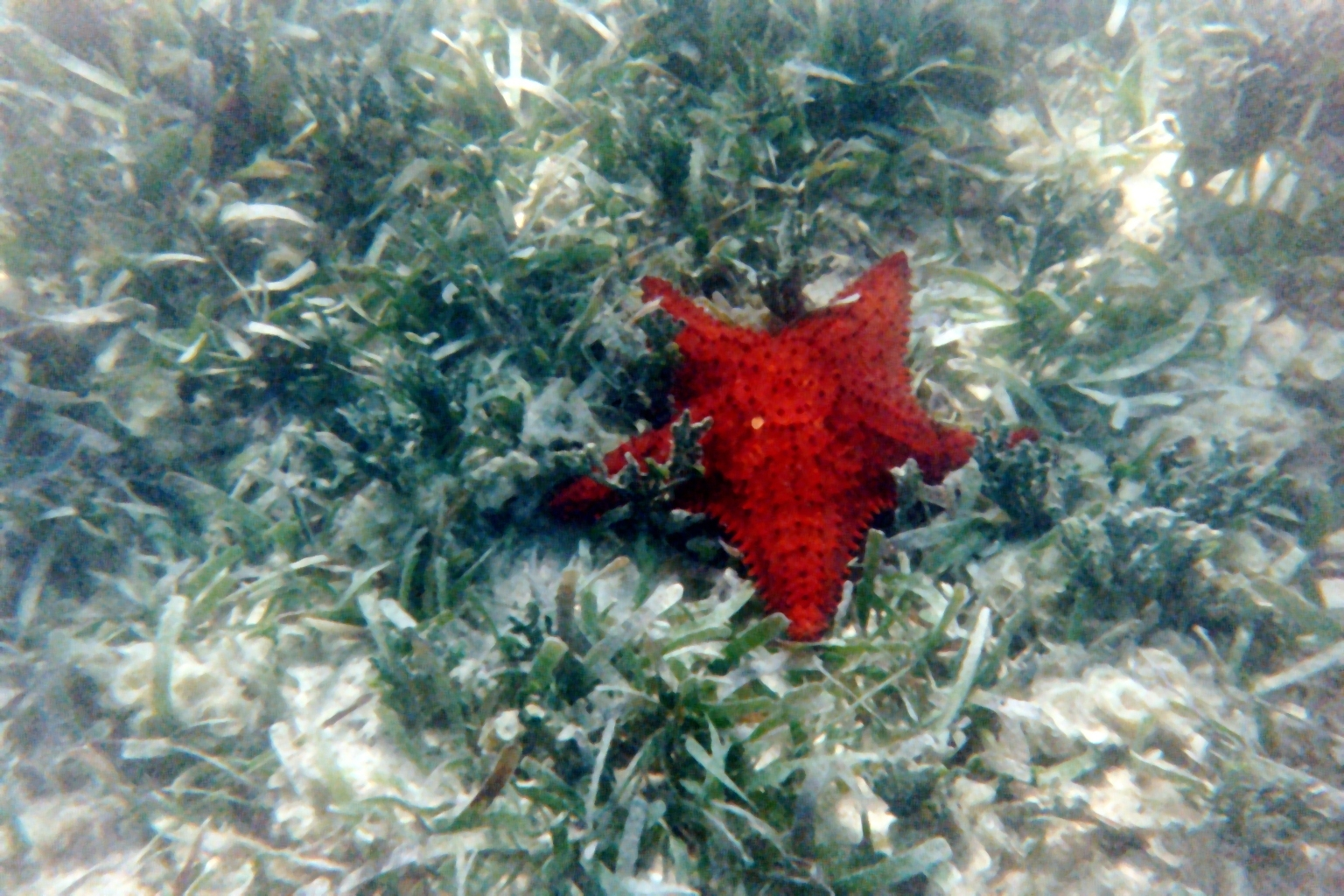
Oreaster reticulatus
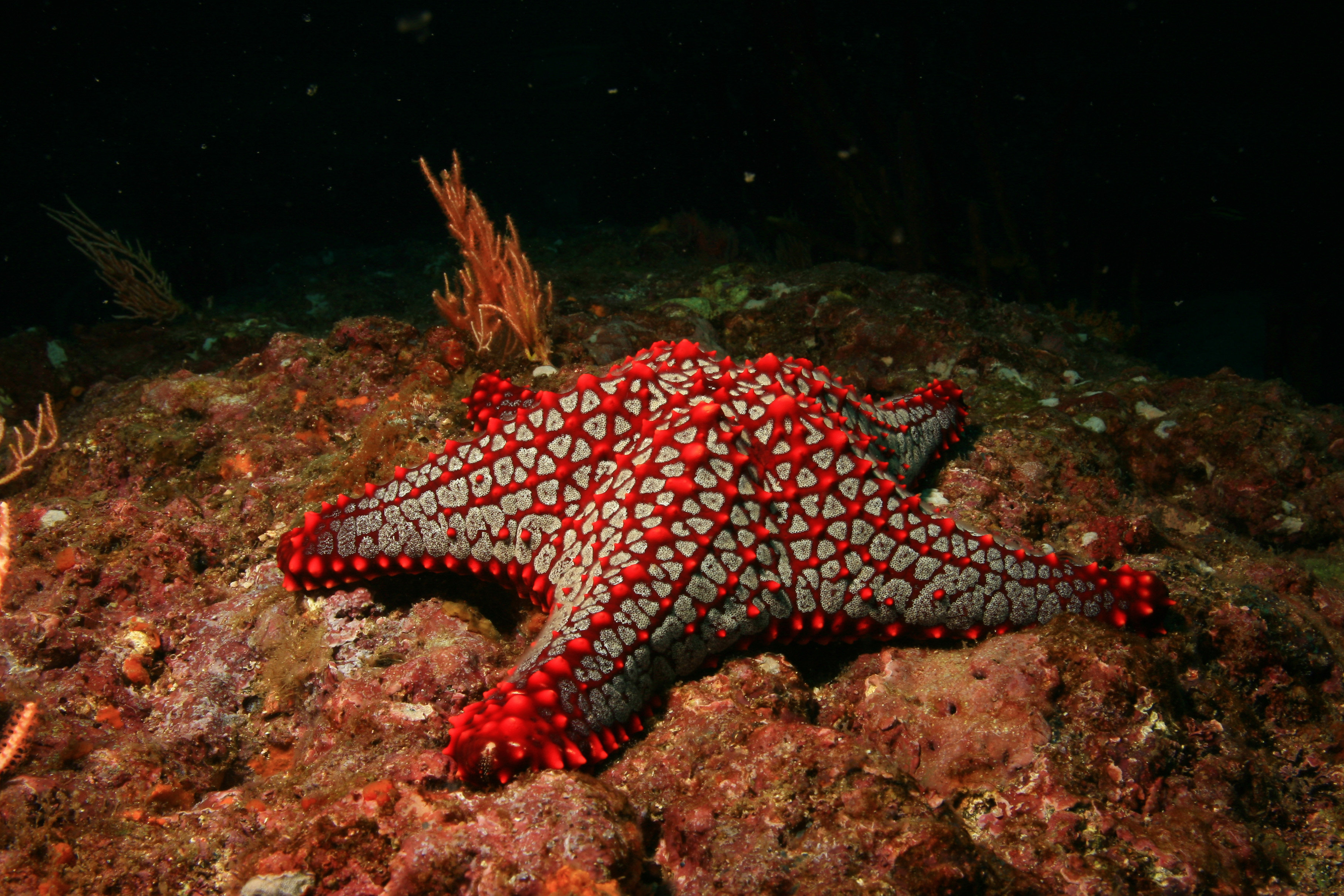
Pentaceraster cumingi
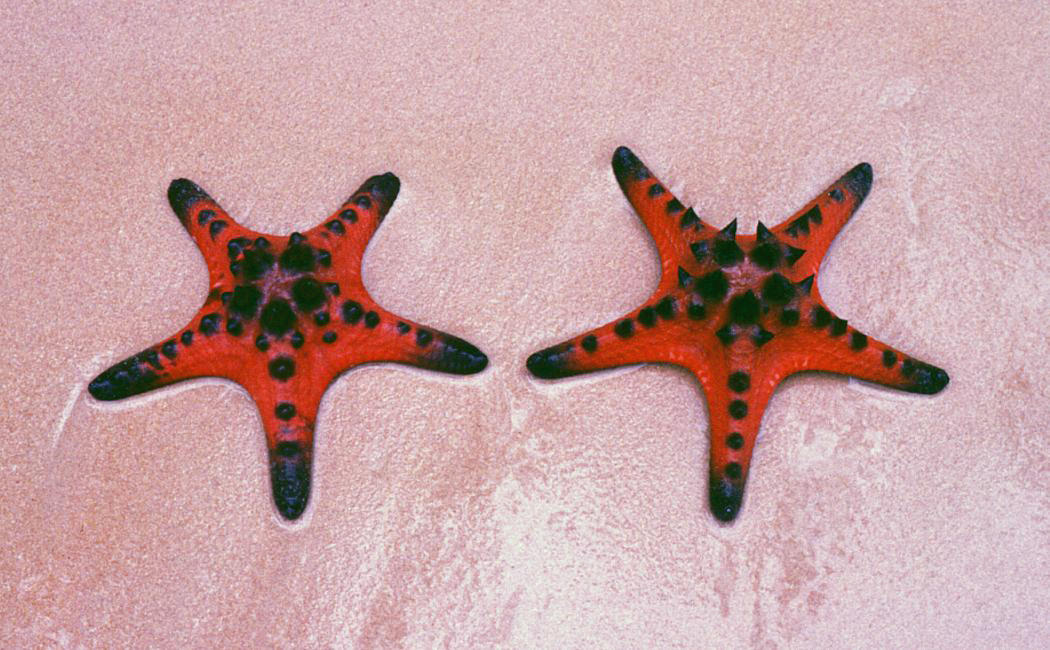
Protoreaster nodosus